# Loricaria simillima
Loricaria simillima är en fiskart som beskrevs av Regan, 1904. Loricaria simillima ingår i släktet Loricaria och familjen Loricariidae. Inga underarter finns listade i Catalogue of Life.